# Anamnèse (médecine)
Pour les articles homonymes, voir Anamnèse.
Ne doit pas être confondu avec Interrogatoire (médecine).

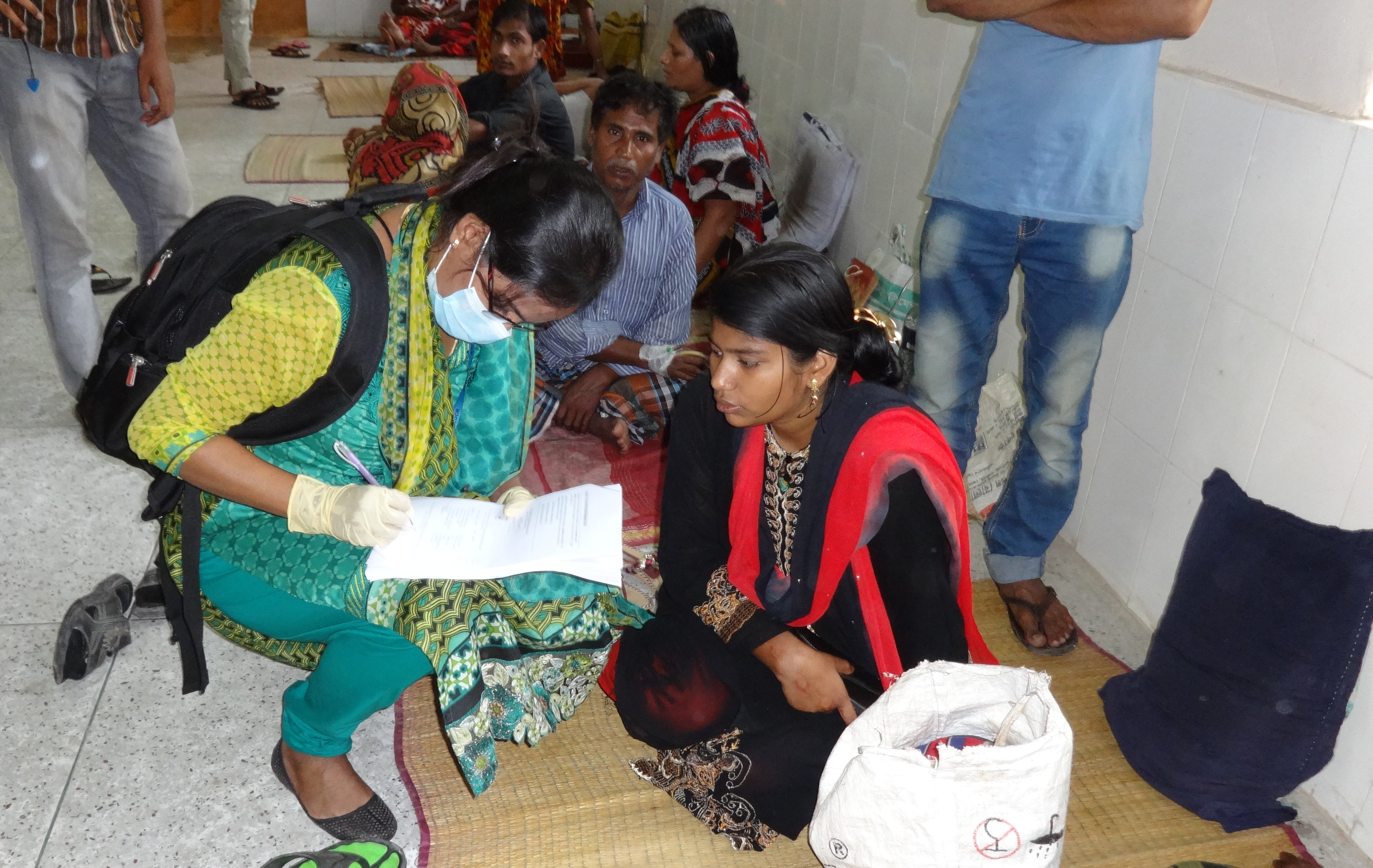
Une médecin fait l'anamnèse d'une patiente lors d'une épidémie de choléra au Bangladesh.

L’anamnèse (substantif féminin, du grec ἀνάμνησις. aná-: « de bas en haut » -mnêsis, « mémoire » c'est-à-dire « faire remonter les souvenirs ») est le récit des antécédents d'un malade.
L'anamnèse retrace les antécédents médicaux et l'historique de la plainte, la douleur actuelle du patient (c'est-à-dire l'histoire de la maladie - terme qui n'est pas synonyme d'anamnèse, mais plutôt de remémoration), ainsi que les résultats des différentes explorations déjà faites et les traitements entrepris. 
Elle est recueillie en général lors d'une hospitalisation à la suite d'un interrogatoire mené par un infirmier ou un médecin auprès du patient ou de l'un de ses proches si celui-ci est sous un système de tutelle, curatelle, ou de sauvegarde de justice, ou s'il n'est pas à même de pouvoir répondre aux questions. Elle est le premier élément de l'examen médical proprement dit. Elle est consignée dans le dossier médical. C'est la première étape pour aboutir au diagnostic.
Le motif de la consultation est un élément clé de l'anamnèse et doit être mis en évidence dans le dossier.
En plus des questions posées par le médecin au sujet des symptômes, des antécédents, etc., l'anamnèse peut être orientée en fonction des systèmes d'organes touchés (réflexes - maladies du système nerveux central, en neurologie ; maladies de la peau - maladie sexuellement transmissible, en dermatologie ; fractures - brûlures, en chirurgie ; maladies respiratoires - cardiopathies - maladies gastro-intestinales, en médecine interne, etc.).
L'anamnèse peut inclure des questions :
- Quelles sont vos plaintes ?
- Depuis combien de temps souffrez-vous ?
- Ces souffrances se sont-elles aggravées ?
- Quelles maladies avez-vous eues avant cela ?
- Quels médicaments prenez-vous ?

Elle doit être idéalement la moins directive possible (privilégiant les questions ouvertes du type « où avez-vous mal ? » plutôt que « avez-vous mal à la poitrine ? »). L'interrogatoire doit être également répété, des notions importantes pouvant apparaître ou se préciser, voire se révéler contradictoires avec d'autres éléments.
On distingue l'anamnèse somatique, psychique et sociale.